# Michael Hambrée

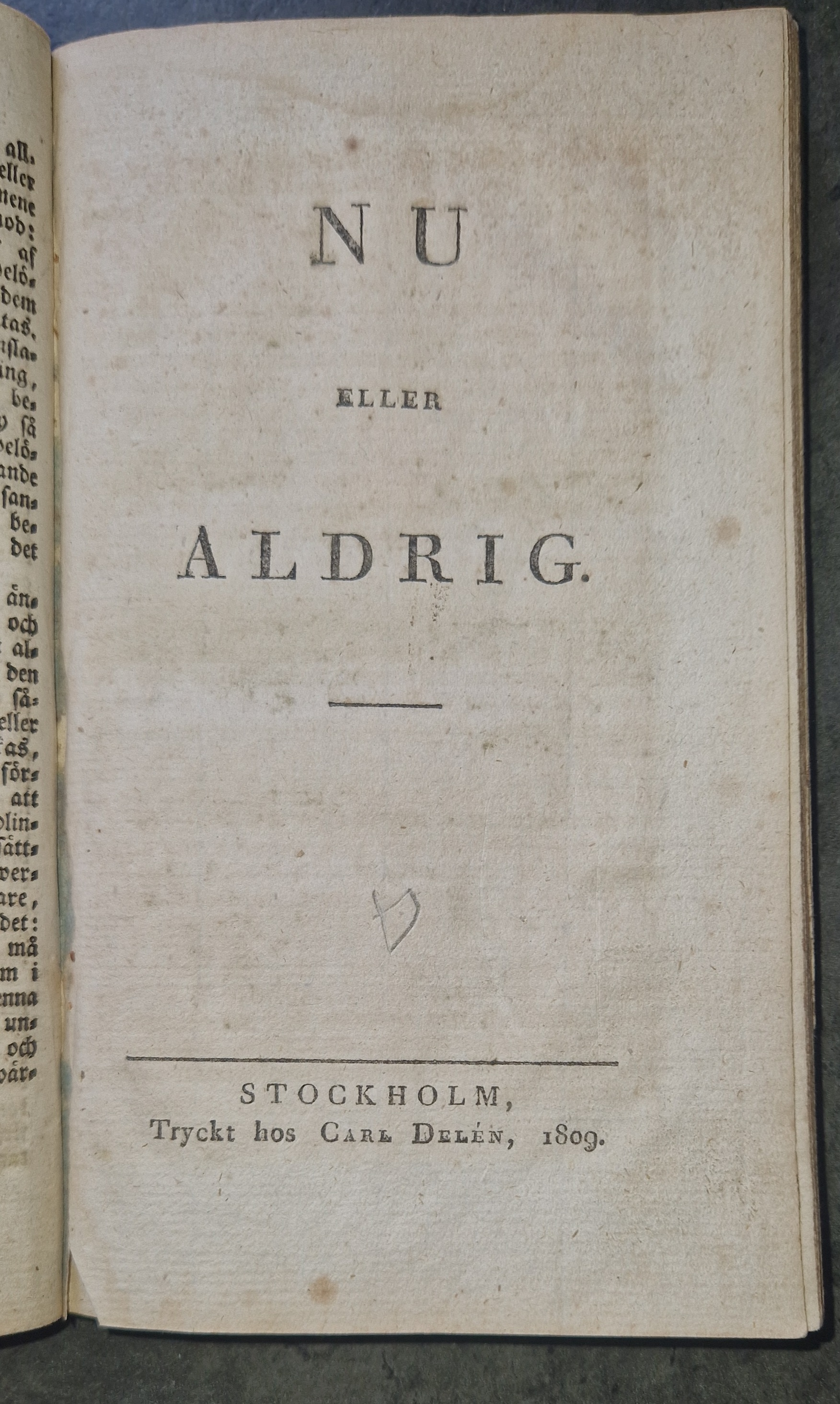
Nu eller aldrig - anonymt utgiven broschyr till stöd för Montesquieus maktfördelningsprincip, författad Michael Hambrée).

Michael Hambrée, född 25 februari 1754 i Norrala socken i Gävleborgs län, död 24 mars 1819 i Värmdö församling i Stockholms län, var en svensk häradshövding och grosshandlare.
Hambrée var son till kyrkoherde Per Hambræus och Christina Elfvik samt bror till prästerna Olof Hambræus och Lars Hambræus. Han studerade vid Uppsala universitet från 1871, var regementsadjutant vid Hälsinge regemente 1778–1785, vice häradshövding i Långhundra, Seminghundra, Ärlinghundra och Färentuna härader i Stockholms län 1787–1788 samt borgare och grosshandlare i Stockholm från 1801. Han blev ledamot av hall- och manufakturrätten 1804, av kommissionen rörande fattigvården i Stockholm 1805 samt deputerad i Maria Magdalena församling 1806.
Michael Hambrée gifte sig 1788 med Elsa Christina Wedderburn (1761–1830), dotter till bagaren George Wedderburn och Rebecka Nyman. Hans son Alexander Hambré (1790–1818) blev målare, tecknare och arkitekt.